# Volba předsednictva České pirátské strany 2024 (leden)
Volba předsednictva České pirátské strany se konala 13. ledna 2024. Funkci předsedy obhájil současný lídr strany Ivan Bartoš. Do předsednictva pak byla zvolena poslankyně Klára Kocmanová, europoslankyně Markéta Gregorová, zastupitelka Jihomoravského kraje Jana Holomčík Leitnerová a výtvarnice Dominika Poživilová Michailidu.

## Pozadí
Českou pirátskou stranu vede od roku 2016 Ivan Bartoš. Pod jeho vedením se po sněmovních volbách v roce 2017 stala třetí největší stranou v České republice se ziskem 22 mandátů. Bartoš stranu vedl i ve volbách v roce 2021, kterých se strana účastnila v rámci volebního uskupení Piráti a Starostové. Kvůli preferenčním hlasům získali Piráti pouze 4 mandáty z 37 mandátů, které koalice získala. Po volbách část členské základny vyzvala Bartoše k rezignaci. Strana se zapojila do nové vlády, kde získali resorty místního rozvoje (Ivan Bartoš, zároveň místopředseda vlády pro digitalizaci), zahraničních věcí (Jan Lipavský) a legislativní radu vlády (Michal Šalomoun, zároveň ministr pro legislativu).
Hejtman Plzeňského kraje Rudolf Špoták oznámil kandidaturu 7. listopadu 2023, dosavadní lídr Ivan Bartoš oznámil kandidaturu 4. prosince 2023, Markéta Gregorová, poslankyně Evropského parlamentu, oznámila kandidaturu v prosinci 2023 jako kandidátka té skupiny Pirátů, kteří chtějí odejít z vlády. Bartoš získal 12 krajských nominací, Gregorová 2 nominace. Bývalý poslanec Vojtěch Pikal obdržel 2 nominace, ale v lednu 2024 oznámil, že kandidovat nebude, zejména z důvodů frustrace a unavenosti ze strany. Dne 18. prosince 2023 Špoták nezískal žádnou nominaci, a tak z kandidátky odstoupil.

## Volba
Hlasování proběhlo 13. ledna 2024. Hlasovat mohl každý člen strany. V prvním kole voliči označili, kteří kandidáti jsou pro ně přijatelní. Do druhého kola postupovali kandidáti s více než 50 % hlasů. Bartoš získal v prvním kole 569 hlasů z 820, zatímco Gregorová 455. Postoupili tedy oba kandidáti a následně Bartoš porazil Gregorovou.

## Kandidáti a kandidátky

### Potvrzení
Tučně je zvýrazněn kandidát, který se stal předsedou strany.
| Jméno                    | Fotografie | Práce | Výsledek v 1. kole | Výsledek v druhém kole | Zdroj |
| ------------------------ | ---------- | --- | ------------------ | ---------------------- | ----- |
| PhDr. Ivan Bartoš, Ph.D. |            | předseda České pirátské strany (od 2016), ministr pro místní rozvoj a místopředseda vlády pro digitalizaci (od 2021), poslanec a dříve softwarový architekt | 569                | 556                    | [ 4 ] |
| Bc. Markéta Gregorová    |            | poslankyně Evropského parlamentu (od roku 2019), dříve předsedkyně Evropské pirátské strany (2018–2019) a zastupitelka města Brno (2018–2019)               | 455                | 300                    | [ 5 ] |

### Odstoupili
| Jméno         | Fotografie | Datum a místo narození  | Práce                                                                                       | Datum odstoupení  | Zdroj  |
| ------------- | ---------- | ----------------------- | ------------------------------------------------------------------------------------------- | ----------------- | ------ |
| Vojtěch Pikal |            | 19. února 1987, Olomouc | Poslanec Poslanecké sněmovny PČR (2017–2021), místopředseda PS PČR (2017–2021), programátor | 1. ledna 2024     | [ 10 ] |
| Rudolf Špoták |            | 15. září 1983, Stod     | Hejtman Plzeňského kraje, zastupitel města Domažlice, personalista                          | 18. prosince 2023 | [ 8 ]  |

## Zvolené předsednictvo
|                          |                        |                        |                              |                                     |
| PhDr. Ivan Bartoš, Ph.D. | Klára Kocmanová        | Bc. Markéta Gregorová  | Bc. Jana Holomčík Leitnerová | MgA. Dominika Poživilová Michailidu |
| Předseda                 | první místopředsedkyně | druhá místopředsedkyně | řadová místopředsedkyně      | řadová místopředsedkyně             |